# Аеропорт Внуково (платформа)
Аеропорт Внуково — тупиковий підземний зупинний пункт (пасажирська платформа) Київського напрямку Московської залізниці. Розташований під площею перед аеропортом Внуково у Москві, в межах станції Аеропорт на відгалуженні від головного ходу Київського напрямку. Також використовується назва Термінал-Внуково. Один з двох підземних зупинних пунктів у Москві, поряд з платформою Площа Гагаріна).

## Історія
7 серпня 2005 року відкрита платформа Аеропорт Внуково, проте її спорудження на цей момент ще не було повністю завершено. Підхідні тунелі до платформи пролягають біля торця злітно-посадкової смуги, і їх конструкція розрахована на те, щоб витримати посадку літака.
З підземних платформ (- 1-й поверх) здійснюється вихід по сходах (ескалаторах) вгору на нижній поверх терміналу А аеропорту. Прохід до терміналу B далі можливий через вулицю, вхід до терміналу D — через термінал B.

## Пасажирське сполучення

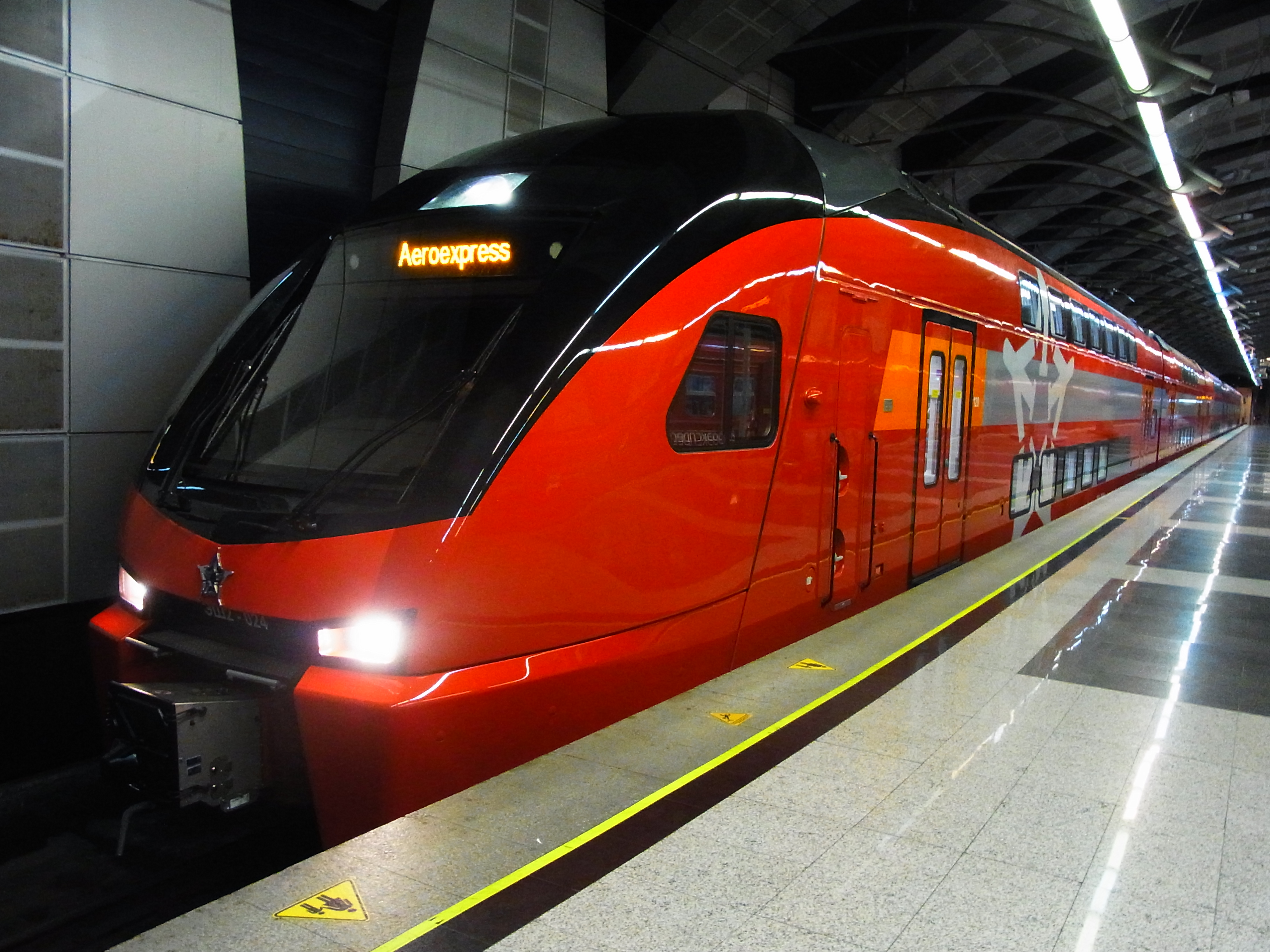
Електропоїзд ЕШ2-024 на платформі Аеропорт Внуково

На дільниці Москва-Пасажирська-Київська  — Аеропорт Внуково курсують аероекспреси через станцію Лісний  Городок (без зупинок в дорозі), час в дорозі складає ~35-40 хвилин. Використовується рухомий склад — електропоїзди ЕШ2, які складаються з 6 або 4 вагонів, місткістю 700 та 396 сидячих місць відповідно. Один з вагонів має 84 місця бізнес-класу. Контроль квитків в поїзді здійснюється лише для пасажирів бізнес-класу при вході до вагону, пасажири стандартного класу мають можливість здійснювати проїзд без квитка, проте квиток потрібний для можливості проходу через турнікети платформи Аеропорт Внуково. Станом на 2023 рік курсують 5 пар аероекспресів.